# Kutry patrolowe typu Motor Launch
Motor Launch (ang. "kuter motorowy") – typ niewielkich kutrów wprowadzonych do służby w czasie I wojny światowej przez Royal Navy dla zabezpieczenia wybrzeży brytyjskich przed niemieckimi okrętami podwodnymi. Zbudowane w bardzo długiej (580 sztuk) serii przez stocznie amerykańskie i kanadyjskie.
Małe okręty o wyporności 34 tony (trzydzieści ostatnich miało wyporność 37 ton), o długości 22,9 m (M 551 – M 580 24,4 m), szerokości 3,7 m i zanurzeniu 1,2 m. Dwa silniki, każdy o mocy 220 KM, dawały łączną moc 440 KM i szybkość 19 węzłów. Załoga składała się z 10 osób. Jako uzbrojenie pierwotnie przewidziano szybkostrzelną armatę 13-funtową, ale w większości kutrów zamieniono ją na lżejszą armatę 3-funtową (47 mm Hotchkiss). Okręty uzbrajano też w km-y Lewisa, bomby głębinowe i miny, wyposażano je w parawany i agregaty dymotwórcze.
Okręty zamówiono w trzech seriach i oznaczano symbolem ML (motor launch) i numerem. Pierwszych pięćdziesiąt (ML 1 – ML 50) zamówiono w kwietniu 1915 roku; w czerwcu powiększono zamówienie o kolejnych 500 sztuk (ML 51 – ML 551). Ostatnia seria, minimalnie powiększona, została zamówiona w 1917 roku. 24 okręty utracono w czasie działań wojennych, 9 – po podpisaniu zawieszenia broni. Większość została sprzedana po wojnie w ręce prywatne. Do 1924 w służbie pozostało tylko 8 jednostek tego typu.
Jeden ze sprzedanych kutrów trafił do polskiej Marynarki Wojennej i przez kilka lat służył jako jej okręt flagowy – ORP "Myśliwy".

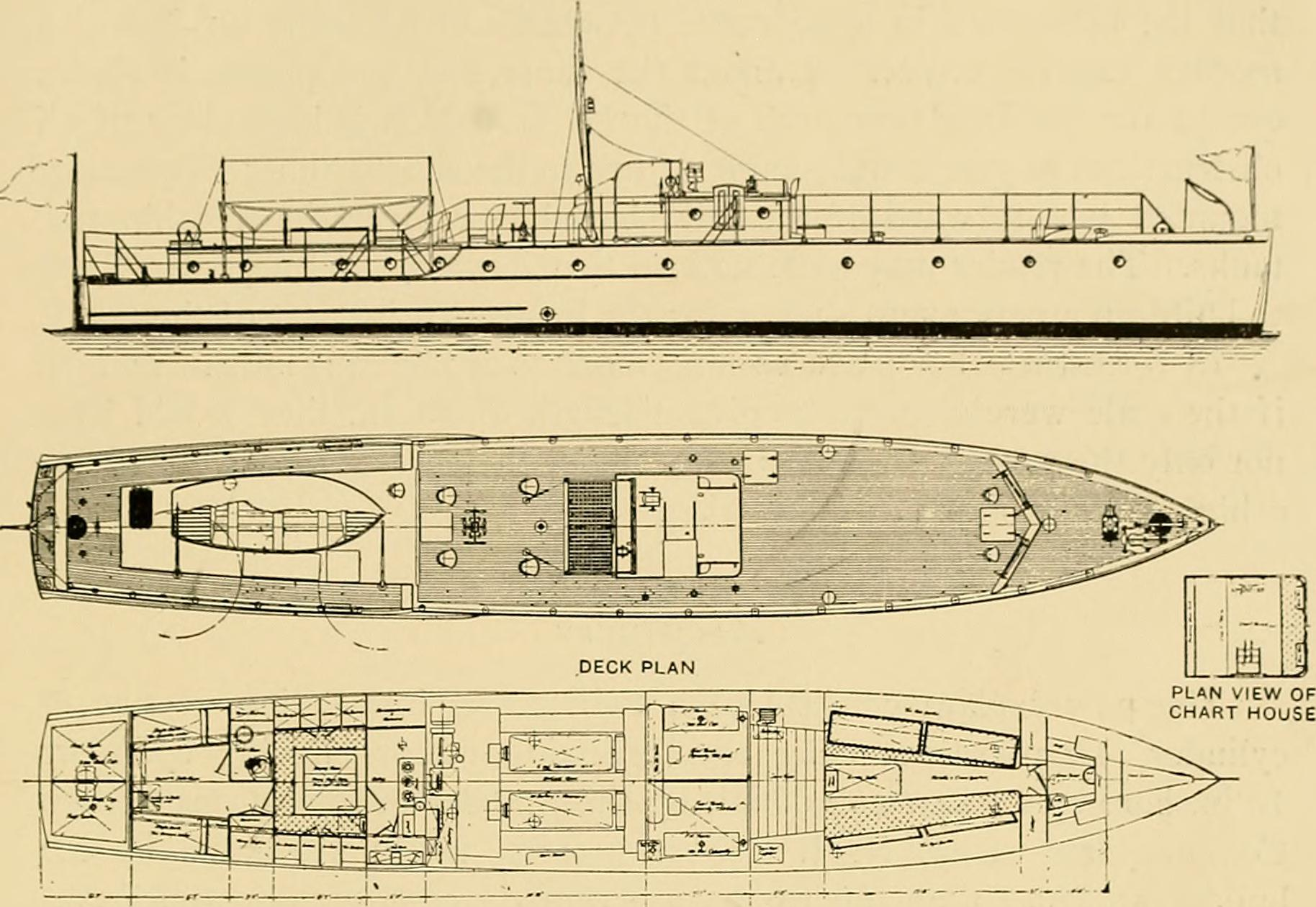
Ogólny schemat kutrów ML
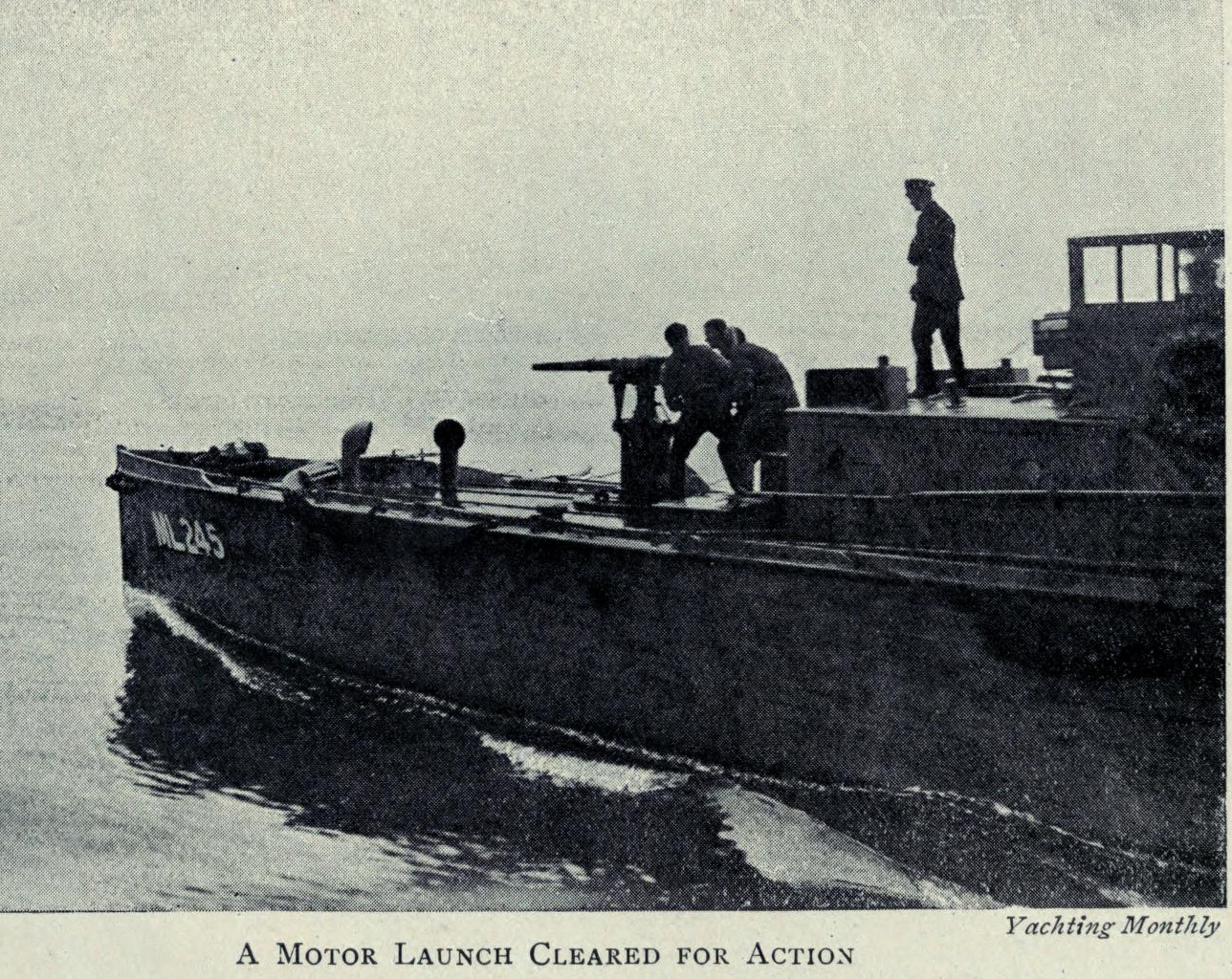
Załoga kutra ML 245 przy dziale